# U-20-Fußball-Weltmeisterschaft der Frauen 2008/Gruppe C
Resultate der Gruppe C der U-20-Fußball-Weltmeisterschaft der Frauen 2008:
| Pl. | Land        | Sp. | S | U | N | Tore    | Diff. | Punkte |
| --- | ----------- | --- | - | - | - | ------- | ----- | ------ |
| 1.  | Japan       | 3   | 3 | 0 | 0 | 007:200 | +5    | 09     |
| 2.  | Deutschland | 3   | 2 | 0 | 1 | 008:300 | +5    | 06     |
| 3.  | Kanada      | 3   | 1 | 0 | 2 | 005:400 | +1    | 03     |
| 4.  | DR Kongo    | 3   | 0 | 0 | 3 | 001:120 | −11   | 0      |

## Kanada – Japan 0:2 (0:2)
| Kanada | Kanada | Japan | Japan |
| --- | --- | --- | ----- |
| Kanada | \| 20. November 2008 um 16:00 Uhr (Ortszeit); 20:00 Uhr (MEZ) in Santiago de Chile (Estadio Municipal de La Florida) \| \| Zuschauer: 3.478 \| \| Schiedsrichterin: Alexandra Ihringová ( England) \|                                                                       | \| 20. November 2008 um 16:00 Uhr (Ortszeit); 20:00 Uhr (MEZ) in Santiago de Chile (Estadio Municipal de La Florida) \| \| Zuschauer: 3.478 \| \| Schiedsrichterin: Alexandra Ihringová ( England) \|      | Japan |
| Kanada | Erin McNulty - Myriam Bouchard , Allysha Chapman, Rachael Goulding - Taryne Boudreau (69. Alexandra Marton), Kaylyn Kyle (75. Paige Adams), Loredana Riverso, Anoop Josan, Chelsea Stewart - Julie Armstrong, Karla Schacher (64. Monica Lam-Feist) Cheftrainer: Ian Bridge | Shiori Kobayashi - Rumi Utsugi , Misaki Kobayashi, Rina Yanai - Saki Kumagai, Asuna Tanaka, Natsuko Hara, Kie Koyama (65. Mari Kawamura), Yuka Kado - Asano Nagasato, Michi Goto Cheftrainer: Norio Sasaki | Japan |
| Kanada | 0:1 Michi Goto (28.) 0:2 Asuna Tanaka (40.) | | Japan |
| Kanada | Rina Yanai (53.) | | Japan |
| 20. November 2008 um 16:00 Uhr (Ortszeit); 20:00 Uhr (MEZ) in Santiago de Chile (Estadio Municipal de La Florida) | | |       |
| Zuschauer: 3.478                                                                                                  | | |       |
| Schiedsrichterin: Alexandra Ihringová ( England)                                                                  | | |       |

## DR Kongo – Deutschland 0:5 (0:3)
| DR Kongo | DR Kongo | Deutschland | Deutschland |
| --- | --- | --- | ----------- |
| DR Kongo | \| 20. November 2008 um 19:00 Uhr (Ortszeit); 23:00 Uhr (MEZ) in Santiago de Chile (Estadio Municipal de La Florida) \| \| Zuschauer: 3.478 \| \| Schiedsrichterin: Gabriela Bandeira ( Uruguay) \|                                                                              | \| 20. November 2008 um 19:00 Uhr (Ortszeit); 23:00 Uhr (MEZ) in Santiago de Chile (Estadio Municipal de La Florida) \| \| Zuschauer: 3.478 \| \| Schiedsrichterin: Gabriela Bandeira ( Uruguay) \|                                                                                 | Deutschland |
| DR Kongo | Laurette Kondolo - Nicole Bakatupidia, Guyssie Kiuvu, Nanouche Lumbu - Annette Nshimire, Odile Kuyangisa , Christine Bongo (60. Jeanne D Arc Neema) - Tresorine Nzuzi Vumongo, Charlene Diantessa, Caroline Wanjale (30. Oliva Amani), Ivonne Malembo Cheftrainer: Poly Bonganya | Alisa Vetterlein - Katharina Baunach (61. Nathalie Bock), Josephine Henning, Carolin Schiewe , Verena Faißt - Kim Kulig, Marina Hegering - Bianca Schmidt, Isabel Kerschowski (46. Julia Simic), Nicole Banecki, Stephanie Goddard (75. Nadine Keßler) Cheftrainerin: Maren Meinert | Deutschland |
| DR Kongo | 0:1 Kim Kulig (7.) 0:2 Katharina Baunach (8.) 0:3 Isabel Kerschowski (43. Elfmeter) 0:4 Nicole Banecki (82.) 0:5 Kim Kulig (90.+1') | | Deutschland |
| DR Kongo | Christine Bongo (54.) | Kim Kulig (4.) | Deutschland |
| 20. November 2008 um 19:00 Uhr (Ortszeit); 23:00 Uhr (MEZ) in Santiago de Chile (Estadio Municipal de La Florida) | | |             |
| Zuschauer: 3.478                                                                                                  | | |             |
| Schiedsrichterin: Gabriela Bandeira ( Uruguay)                                                                    | | |             |

## Deutschland – Japan 1:2 (0:1)
| Deutschland | Deutschland | Japan | Japan |
| --- | --- | --- | ----- |
| Deutschland | \| 23. November 2008 um 18:00 Uhr (Ortszeit); 22:00 Uhr (MEZ) in Santiago de Chile (Estadio Municipal de La Florida) \| \| Zuschauer: 7.482 \| \| Schiedsrichterin: Bentla D’Coth ( Indien) \|                                                                                       | \| 23. November 2008 um 18:00 Uhr (Ortszeit); 22:00 Uhr (MEZ) in Santiago de Chile (Estadio Municipal de La Florida) \| \| Zuschauer: 7.482 \| \| Schiedsrichterin: Bentla D’Coth ( Indien) \|                               | Japan |
| Deutschland | Alisa Vetterlein - Katharina Baunach, Josephine Henning, Carolin Schiewe , Bianca Schmidt - Kim Kulig, Marina Hegering (46. Nathalie Bock) - Isabel Kerschowski, Julia Simic (79. Monique Kerschowski), Nicole Banecki, Marie Pollmann (46. Verena Faißt) Cheftrainer: Maren Meinert | Misa Sugawara - Rumi Utsugi , Misaki Kobayashi, Rina Yanai (86. Midori Isokane) - Saki Kumagai, Asuna Tanaka, Natsuko Hara, Kie Koyama, Yuka Kado (62. Mari Kawamura) - Asano Nagasato, Michi Goto Cheftrainer: Norio Sasaki | Japan |
| Deutschland | 1:1 Isabel Kerschowski (61.) | 0:1 Kie Koyama (41.) 1:2 Asano Nagasato (83.) | Japan |
| 23. November 2008 um 18:00 Uhr (Ortszeit); 22:00 Uhr (MEZ) in Santiago de Chile (Estadio Municipal de La Florida) | | |       |
| Zuschauer: 7.482                                                                                                  | | |       |
| Schiedsrichterin: Bentla D’Coth ( Indien)                                                                         | | |       |

## Kanada – DR Kongo 4:0 (2:0)
| Kanada | Kanada | DR Kongo | DR Kongo |
| --- | --- | --- | -------- |
| Kanada | \| 23. November 2008 um 21:00 Uhr (Ortszeit); 24. November, 1:00 Uhr (MEZ) in Santiago de Chile (Estadio Municipal de La Florida) \| \| Zuschauer: 7.482 \| \| Schiedsrichterin: Gyöngyi Gaál ( Ungarn) \|                                              | \| 23. November 2008 um 21:00 Uhr (Ortszeit); 24. November, 1:00 Uhr (MEZ) in Santiago de Chile (Estadio Municipal de La Florida) \| \| Zuschauer: 7.482 \| \| Schiedsrichterin: Gyöngyi Gaál ( Ungarn) \|                                              | DR Kongo |
| Kanada | Erin McNulty - Myriam Bouchard , Allysha Chapman, Alexandra Marton - Kaylyn Kyle (89. Alyssa Lagonia), Loredana Riverso, Anoop Josan, Chelsea Stewart, Monica Lam-Feist - Jonelle Filigno (82. Julie Armstrong), Karla Schacher Cheftrainer: Ian Bridge | Laurette Kondolo - Nicole Bakatupidia, Guyssie Kiuvu, Nanouche Lumbu, Nanu Mafuala - Annette Nshimire (46. Jeanne D Arc Neema), Odile Kuyangisa , - Tresorine Nzuzi Vumongo, Charlene Diantessa, Oliva Amani, Ivonne Malembo Cheftrainer: Poly Bonganya | DR Kongo |
| Kanada | 1:0 Loredana Riverso (1.) 2:0 Monica Lam-Feist (40.) 3:0 Jonelle Filigno (77.) 4:0 Julie Armstrong (90.) | | DR Kongo |
| Kanada | Karla Schacher (54.) | Odile Kuyanisa (29.), Nanouche Lumbu (42.) | DR Kongo |
| 23. November 2008 um 21:00 Uhr (Ortszeit); 24. November, 1:00 Uhr (MEZ) in Santiago de Chile (Estadio Municipal de La Florida) | | |          |
| Zuschauer: 7.482 | | |          |
| Schiedsrichterin: Gyöngyi Gaál ( Ungarn)                                                                                       | | |          |

## Deutschland – Kanada 2:1 (0:0)
| Deutschland                                                                                                 | Deutschland | Kanada | Kanada |
| --- | --- | --- | ------ |
| Deutschland                                                                                                 | \| 27. November 2008 um 19:00 Uhr (Ortszeit); 23:00 Uhr (MEZ) in Coquimbo (Estadio Francisco Sánchez Rumoroso) \| \| Zuschauer: 14.048 \| \| Schiedsrichterin: Jacqui Melksham ( Australien) \|                                                                                     | \| 27. November 2008 um 19:00 Uhr (Ortszeit); 23:00 Uhr (MEZ) in Coquimbo (Estadio Francisco Sánchez Rumoroso) \| \| Zuschauer: 14.048 \| \| Schiedsrichterin: Jacqui Melksham ( Australien) \|                                                                                | Kanada |
| Deutschland                                                                                                 | Alisa Vetterlein - Katharina Baunach, Josephine Henning, Carolin Schiewe , Bianca Schmidt, Verena Faißt - Kim Kulig, Nathalie Bock (54. Marina Hegering) - Isabel Kerschowski, Nicole Banecki (88. Nadine Keßler), Stephanie Goddard (64. Lisa Schwab) Cheftrainerin: Maren Meinert | Erin McNulty - Myriam Bouchard , Allysha Chapman, Alexandra Marton - Kaylyn Kyle (76. Alyssa Lagonia), Loredana Riverso, Anoop Josan (82. Rachael Goulding), Chelsea Stewart, Monica Lam-Feist - Jonelle Filigno, Karla Schacher (80. Julie Armstrong) Cheftrainer: Ian Bridge | Kanada |
| Deutschland                                                                                                 | 1:0 Bianca Schmidt (77.) 2:1 Lisa Schwab (90.) | 1:1 Monica Lam-Feist (81.) | Kanada |
| Deutschland                                                                                                 | Nicole Banecki (67.) | | Kanada |
| 27. November 2008 um 19:00 Uhr (Ortszeit); 23:00 Uhr (MEZ) in Coquimbo (Estadio Francisco Sánchez Rumoroso) | | |        |
| Zuschauer: 14.048                                                                                           | | |        |
| Schiedsrichterin: Jacqui Melksham ( Australien)                                                             | | |        |

## Japan – DR Kongo 3:1 (2:1)
| Japan                                                                                          | Japan | DR Kongo | DR Kongo |
| ---------------------------------------------------------------------------------------------- | --- | --- | -------- |
| Japan                                                                                          | \| 27. November 2008 um 19:00 Uhr (Ortszeit); 23:00 Uhr (MEZ) in Chillán (Estadio Nelson Oyarzún) \| \| Zuschauer: 6.200 \| \| Schiedsrichterin: Cristina Ionescu ( Rumänien) \|                                                                     | \| 27. November 2008 um 19:00 Uhr (Ortszeit); 23:00 Uhr (MEZ) in Chillán (Estadio Nelson Oyarzún) \| \| Zuschauer: 6.200 \| \| Schiedsrichterin: Cristina Ionescu ( Rumänien) \|                                                                                                   | DR Kongo |
| Japan                                                                                          | Erina Yamane - Rumi Utsugi , Kana Osafune, Midori Isokane, Naoko Sakuramoto - Saki Kumagai, Asuna Tanaka, Mari Kawamura (48. Michi Goto), Konomi Ataeyama - Yuki Sakai (54. Hikari Nakade), Saori Arimachi (85. Yuka Kado) Cheftrainer: Norio Sasaki | Mamie Buazo (52. Fideline Ngoyi) - Nicole Bakatupidia (46. Christine Bongo), Lucie Mengi, Guyssie Kiuvu, Nanouche Lumbu, Nanu Mafuala - Odile Kuyangisa - Arlette Mafuta (72. Tresorine Nzuzi Vumongo), Jeanne D Arc Neema, Oliva Amani, Ivonne Malembo Cheftrainer: Poly Bonganya | DR Kongo |
| Japan                                                                                          | 1:0 Nanu Mafuala (4., Eigentor) 2:1 Konomi Ataeyama (10.) 3:1 Rumi Utsugi (78.) | 1:1 Oliva Amani (6.) | DR Kongo |
| Japan                                                                                          | Nanu Mafuala (85.) | | DR Kongo |
| 27. November 2008 um 19:00 Uhr (Ortszeit); 23:00 Uhr (MEZ) in Chillán (Estadio Nelson Oyarzún) | | |          |
| Zuschauer: 6.200                                                                               | | |          |
| Schiedsrichterin: Cristina Ionescu ( Rumänien)                                                 | | |          |